# خیابان آرام، ایروان
خیابان آرام (ارمنی: Արամի Փողոց) یک خیابان در شهر ایروان، ارمنستان است.
این خیابان که در مرکز ناحیه کنترون قرار دارد در سال ۱۸۳۷ ساخته شده و دارای ۱.۲ کیلومتر طول و ۱۰ متر عرض می‌باشد. نام این خیابان برگرفته از نام آرام مانوکیان رهبر مقاومت وان و اولین رییس جمهور ارمنستان می‌باشد.

## نگارخانه

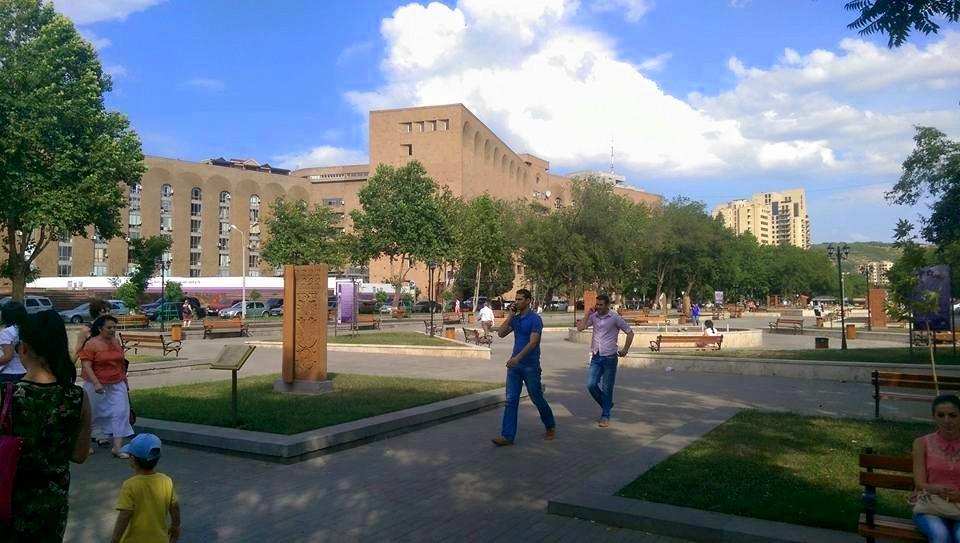
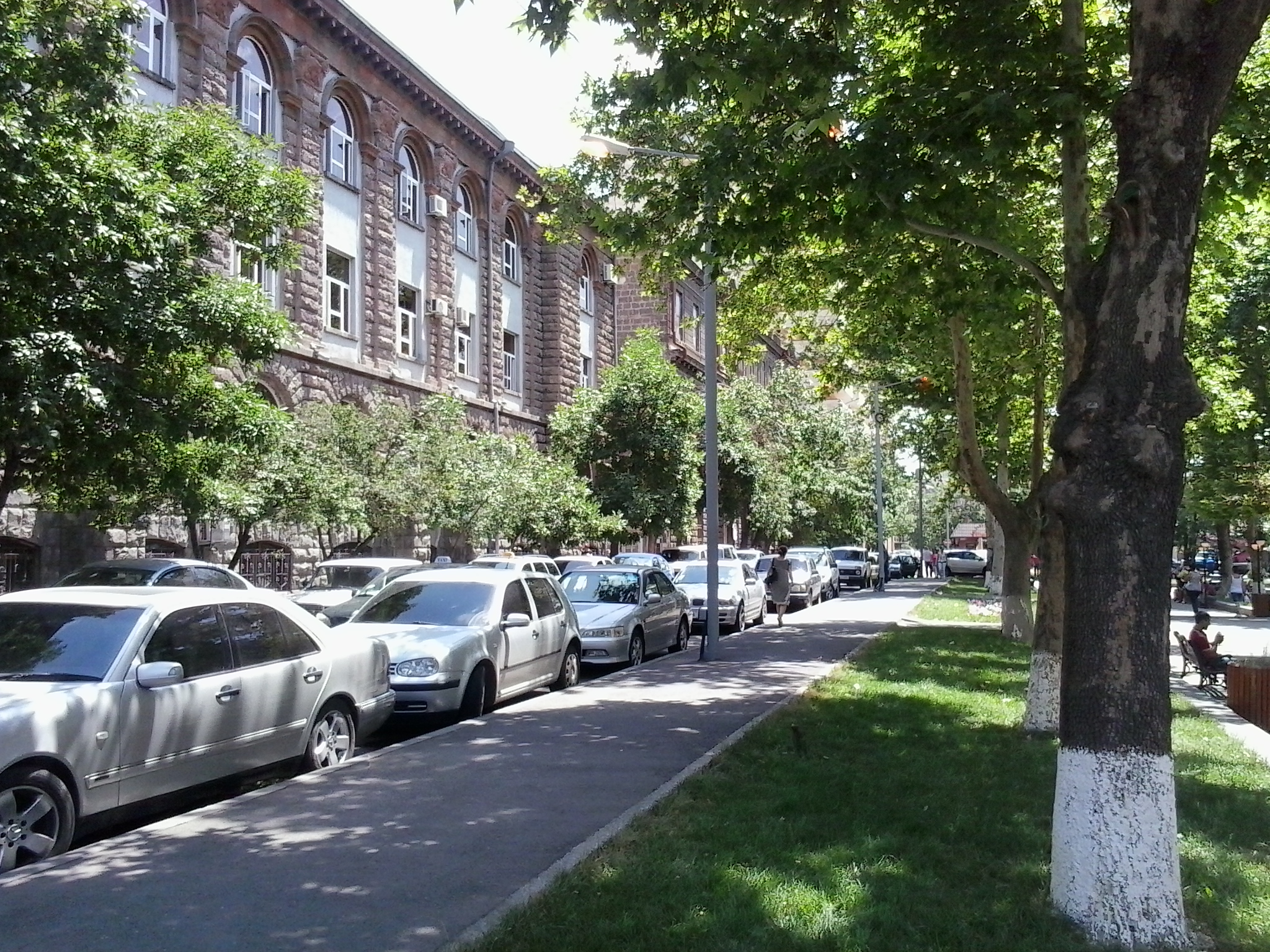